# Анђама
Анђама је биће из митологије Јужних Словена. Вјеровање о постојању овог митолошког бића је раширено међу становницима у Србији (Шумадија и западна Србија), у Црној Гори и у Босни и Херцеговини.

## Етимологија назива
Назив анђама потиче од турске ријечи хенђам (тур. hengâme), што значи неред и метеж. У неким крајевима се могу пронаћи и други називи за анђаму, као што су: анџама, енђама, санђама, санџама, ханђама и хенђама.

## Опис анђаме у митологији и народним предањима
У митологији и народним предањима анђама се описује као ружно човјеколико демонско биће које борави у мраку и ноћу плаши људе.

## У популарној култури

### У књижевности
- Анђама се спомиње у књизи Добрице Ћосића "Бајка"[2].

### У филмовима и серијама
- Анђама се спомиње у 42. епизоди серије "Село гори, а баба се чешља".